# Kvadrans
Kvadrans (latinsko qvadrans, slovensko četrtak) je bil bronast rimski kovanec, vreden četrtino asa. V Rimski republiki je bil v obtoku od samega začetka obdobja ulitih bronastih kovancev (aes grave). Na njem so bile tri pike, ki so označevale vrednost treh uncij. Na prednji strani kovanca  je bilo po nekaj začetnih spremembah upodobljeno Herkulovo doprsje, na zadnji pa premec galeje.  Kovance enake vrednosti so izdajala tudi nekatera druga mesta v osrednji Italiji. 
Ko so po letu 90 pr. n. št. bronaste kovance zmanjšali na polunčni standard (semiuncija), je postal kvadrans najmanj vreden rimski kovanec. Izdajali so ga občasno do vladavine Antonina Pija (138-161). Za razliko od drugih kovancev Rimskega cesarstva je bila na kvadransu zelo redko podoba cesarja. Poznan je bil tudi kot teruncij (teruncius), se pravi triunčnik. 
Grško ime kvadransa je bilo κοδράντης (kodrántes). V Novi zavezi je bil kovanec vreden pol atiškega halka oziroma 3⁄8 centa.

### Antični viri
- Plinij Starejši, Historia naturalis, XXXIII, 13.
- Varro, Lingua Latina, V, 36 in 44.
- Lucius Volusius Maecianus, De Assis distributione.

### Sodobni viri
- M.H. Crawford (1985). Coinage and money under the Roman Republic : Italy and the Mediterranean economy. London : Methuen. COBISS 1167968. ISBN 0-416-12300-7.
- H. Zehnacker (1973), Moneta: recherches sur l'organisation et l'art des émissions monétaires de la République romaine (289-31 av. J.-C.), Rim: École française de Rome. Pariz: diffusion de Boccard, 1973.